# 韋斯特 (密西西比州)
韋斯特（英語：West）是位於美國密西西比州霍爾姆斯縣的城鎮。

## 人口
根據2020年美國人口普查的數據，韋斯特的面積為1.44平方千米，皆為陸地。當地共有人口153人，而人口密度為每平方千米106人。